# 埃尔伯瓦勒
埃尔伯瓦勒（法語：Herbeuval，法語發音：[ɛʁbœval]）是法国大東部大區阿登省的一个市镇，属于色当区。

## 地理
埃尔伯瓦勒（49°36'9"N, 5°20'21"E）面积7.4 平方千米，位于法国大東部大區阿登省，该省份为法国北部内陆省份，西接埃纳省，南至马恩省，东临默兹省，北与比利时接壤。
与埃尔伯瓦勒接壤的市镇（或旧市镇、城区）包括：马尔尼、锡尼-蒙利贝尔、布勒、托讷勒蒂勒。

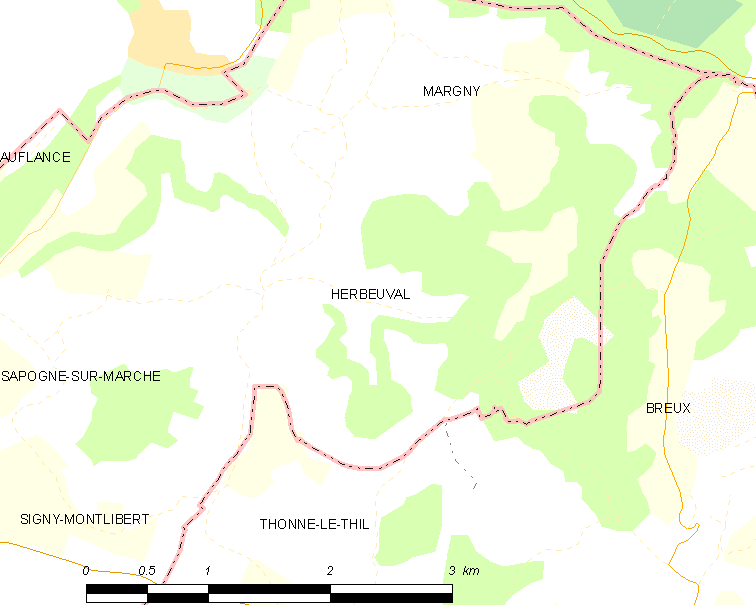
埃尔伯瓦勒的OSM定位图

埃尔伯瓦勒的时区为UTC+01:00、UTC+02:00（夏令时）。

## 行政
埃尔伯瓦勒的邮政编码为08370，INSEE市镇编码为08223。

## 政治
埃尔伯瓦勒所属的省级选区为卡里尼昂县。

## 人口

1962-2008年间埃尔伯瓦勒人口变化图示

埃尔伯瓦勒于2022年1月1日时的人口数量为124人。